# Sergio Curinga
Sergio Curinga (... – gennaio 2018) è stato un allenatore di pallacanestro italiano.

## Carriera
Nel 1970-71 allena in Serie A1 la Cecchi Biella, che si classifica penultima e retrocede in A2.
Nel 1975 approda al Basket Mestre dove allena per tre stagioni; nel corso dell'ultima viene esonerato (10 gennaio 1978) e sostituito da Roberto Zamarin.